# Список заслуженных мастеров спорта России по спортивной гимнастике

## Список

### 1995
- Немов, Алексей Юрьевич[1]
- Хоркина, Светлана Васильевна[2]

### 1996
- Василенко, Дмитрий Андреевич[3]
- Кочеткова, Дина Анатольевна
- Крюков, Николай Вячеславович[4]
- Ляпина, Оксана Васильевна[5]
- Труш, Дмитрий Владимирович[6]

### 1997
- Бахтина, Светлана Анатольевна[7]
- Бондаренко, Алексей Петрович[8]
- Продунова, Елена Сергеевна[9]

### 1998
- Подгорный, Евгений Анатольевич

### 1999
- Лобазнюк, Екатерина Владимировна[10]

### 2000
- Алёшин, Максим Николаевич[11]
- Древин, Дмитрий Николаевич
- Замолодчикова, Елена Михайловна[12]
- Колесникова, Анастасия Николаевна[13]
- Чепелева, Анна Сергеевна[14]

### 2007
- Голоцуцков, Антон Сергеевич
- Девятовский, Максим Игоревич[15]
- Правдина, Кристина Александровна
- Рязанов, Юрий Сергеевич
- Хорохордин, Сергей Геннадьевич

### 2008
- Семёнова, Ксения Андреевна[16]

### 2010
- Афанасьева, Ксения Дмитриевна[17]
- Дементьева, Анна Юрьевна[17]
- Курбатова, Екатерина Владимировна[18]
- Ложечко, Юлия Александровна[19]
- Мустафина, Алия Фаргатовна[18]
- Мыздрикова, Анна Андреевна[18]
- Набиева, Татьяна Олеговна[17]

### 2011
- Баландин, Александр Сергеевич[20]
- Комова, Виктория Александровна[21]
- Плужников, Константин Сергеевич[20]

### 2012
- Аблязин, Денис Михайлович
- Гарибов, Эмин Надирович
- Гришина, Анастасия Николаевна[22]
- Пасека, Мария Валерьевна[22]

### 2014
- Белявский, Давид Сагитович[23]

### 2015
- Спиридонова, Дарья Сергеевна[24]

### 2016
- Нагорный, Никита Владимирович[25]
- Мельникова, Ангелина Романовна[26]
- Тутхалян, Седа Гургеновна[26]
- Куксенков, Николай Юльевич[27]
- Стретович, Иван Алексеевич[27]

### Год присвоения неизвестен
- Ежова, Людмила Андреевна
- Засыпкина, Мария Юрьевна[28]
- Зиганшина, Наталья Камиловна[29]
- Клюкина, Светлана Алексеевна
- Крючкова, Мария Евгеньевна
- Кузнецова, Евгения Петровна[30]
- Павлова, Анна Анатольевна
- Сафошкин, Александр Алексеевич
- Шабаев, Евгений Евгеньевич[31]